# Homai Vyarawalla
Homai Vyarawalla (Navsari, Gujarat, 9 de desembre 1913 – Vadodara, 15 de gener 2012), més coneguda pel pseudònim de Dalda 13, fou la primera dona fotoperiodista d'Índia. Començà a treballar a finals de la dècada dels trenta del segle XX i es retirà a principis dels anys setanta. El 2011 va rebre el premi Padma Vibhushan, la segona distinció en importància que pot rebre un ciutadà de la república d'Índia. Així mateix, Vyarawalla va ser de les primeres dones que van tenir una feina en una publicació de gran divulgació com és The Illustrated Weekly of India.

## Biografia
Homai Vyarawalla nasqué en el sí d'una família Parsi a la província índia de Gujarat. Vyarawalla passà la seva infància traslladant-se constantment de ciutat en ciutat perquè el seu pare treballava en una companyia de teatre itinerant. Quan es van traslladar a Bombai, a l'estat de Maharashtra, Homai Vyarawalla començà els seus estudis a la Bombay University i la Sir J. J. School of Art.

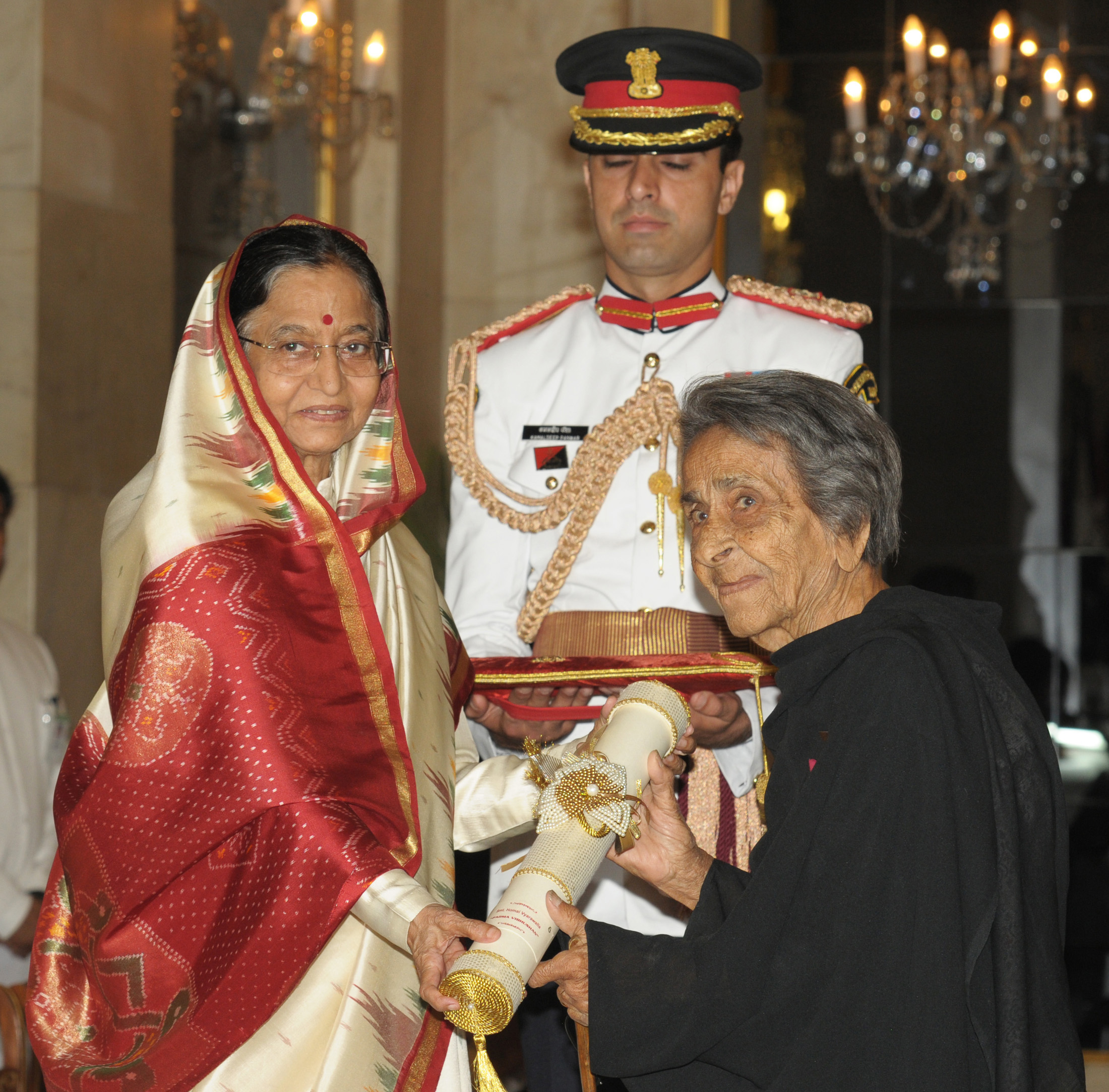
Pratibha Devisingh Patil, president d'Índia, donant el premi Padma Vibhushan a Homai Vyarawalla, Nova Delhi, abril 2011.

Vyarawalla es casà amb Manekshaw Jamshetji Vyarawalla, comptable i fotògraf que treballava a the Times of India. La parella tingué un únic fill, Farouq Vyarawalla.
El 1970, després de la mort del seu marit, abandonà també la fotografia, amb l'argument que no desitjava continuar en un ofici que s'havia convertit merament en una generació de paparazzis. En aquell moment, també decidí emigrar amb el seu fill Farouq cap a Pilani, a l'estat del Rajasthan, ja que ell hi treballava com a professor. El 1982 tots dos retornaren a Vadodara, a l'estat de Gujarat. En Farouq morí de càncer el 1989 i des d'aleshores Vyarawalla visqué en un petit apartament a la mateixa ciutat de Vadodara, passant el temps fent tasques de jardineria.

## Carrera professional
Vyarawalla començà la seva carrera professional a la dècada dels anys 30 del segle xx. Durant l'inici de la segona guerra mundial, Vryarawalla començà a rebre encàrrecs per The Illustrated Weekly of India, una revista amb base a Bombai on hi publicà la major part de les seves fotografies en blanc i negre. En els inicis de la seva carrera Vyarawalla era una dona desconeguda, fet que motivà que les primeres fotografies es publiquessin sota el nom del seu marit.

Amb el pas del temps, Vyarawalla arribà a ser reconeguda a nivell nacional, especialment quan es traslladà a Delhi el 1942. Allà passà a treballar per a la British Information Services. Com a fotògrafa de premsa, documentà molts líders indis així com polítics al capdavant del moviment independentista indi. D'aquesta manera, Vyarawalla feu retrats de Mohandas Gandhi, Jawaharlal Nehru, Muhammad Ali Jinnah, Indira Gandhi i altres membres de la família Nehru-Gandhi en general.

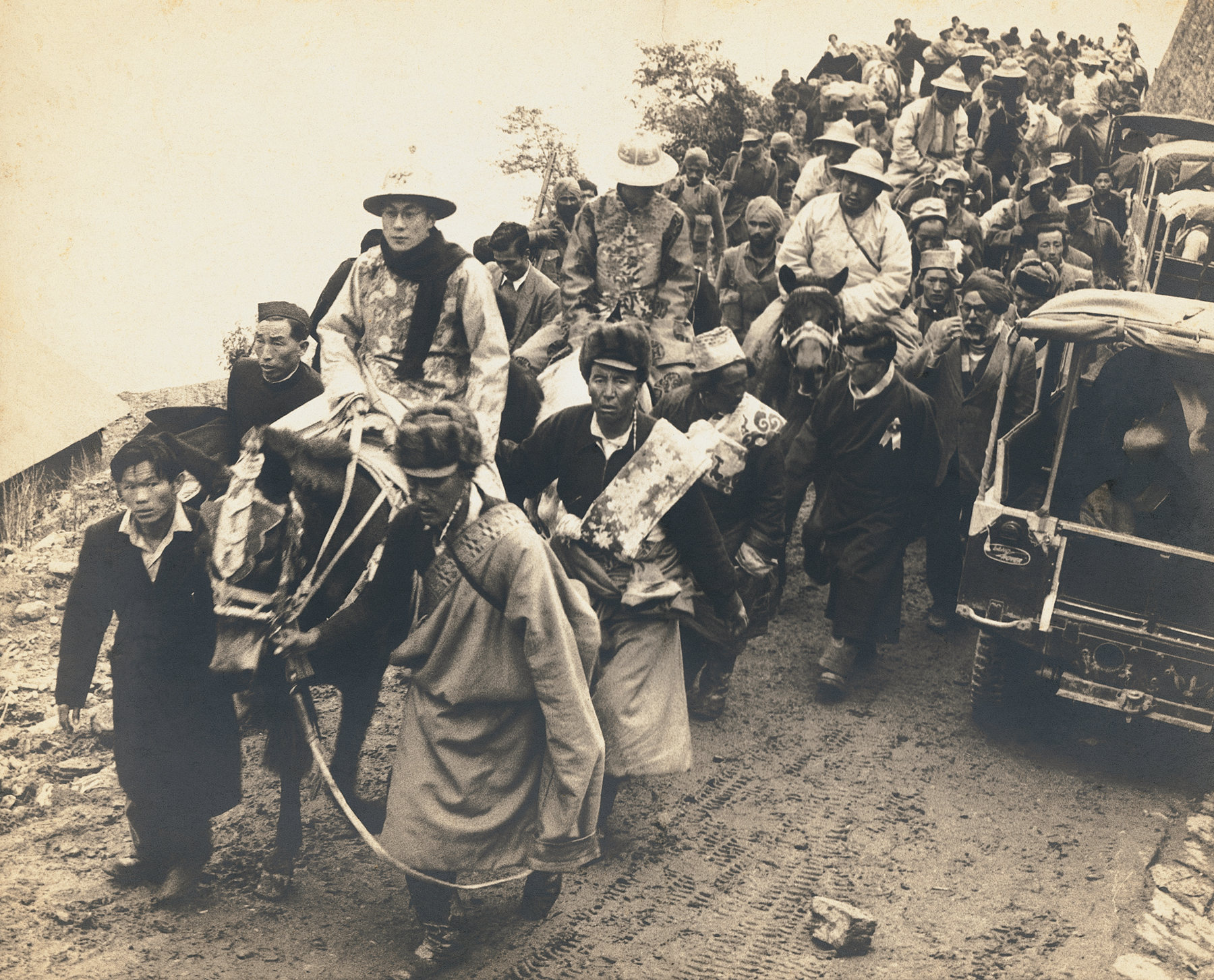
El Dalai Lama amb vestit cerimonial entrant a Índia per un pas de muntanya a Nathu, Sikkim (1956).

També fou ella qui retratà el Dalai Lama vestit de cerimònia quan s'exilià a l'Índia. Ell entrà al país per Nathu La, a l'estat de Sikkim, el 24 de novembre de 1956. Aquell mateix any, Vyarawalla feu la imatge de portada per a la revista Magazine on hi figurava el 14è Dalai Lama exiliant-se a l'Índia.
El 1970, poc després de la mort del seu marit, Vyarawalla decidí retirar-se del món de la fotografia. Ella lamentava el mal comportament de la nova generació de fotògrafs. De fet, en els més de quaranta anys que visqué després d'abandonar la professió, no va fer mai més cap fotografia.
El gener del 2012, Vyarawalla va caure del seu llit i es va fracturar un os del maluc. Els seus veïns la van ajudar a arribar a un hospital, però allà va desenvolupar complicacions respiratòries. Va patir una malaltia pulmonar intersticial que va causar la seva mort el 15 de gener de 2012.

## Llegat
Vyarawalla decidí donar la seva col·lecció de fotografies com a llegat a la Alkazi Arts Foundation amb seu a Delhi i, el 2010, en col·laboració amb la National Gallery of Modern Art de Bombai (NGMA), la fundació va presentar una retrospectiva de la seva obra. El 1998 va ser guardonada amb el Premi Chameli Devi Jain per a destacada labor.
El 2017, Google va homenatjar Vyarawalla en el 104è aniversari del seu naixement amb un doodle, "Primera dama de la lent".

## Pseudònim
La major part de les seves fotografies foren publicades sota el pseudònim Dalda 13. Vyarawalla ens digué que ella havia nascut l'any 1913, tenia tretze anys quan va conèixer al seu futur marit, i, per acabar, la matrícula del seu cotxe era DLD 13. Així que ho feu servir per a idear el seu nom artístic.

## Galeria d'imatges

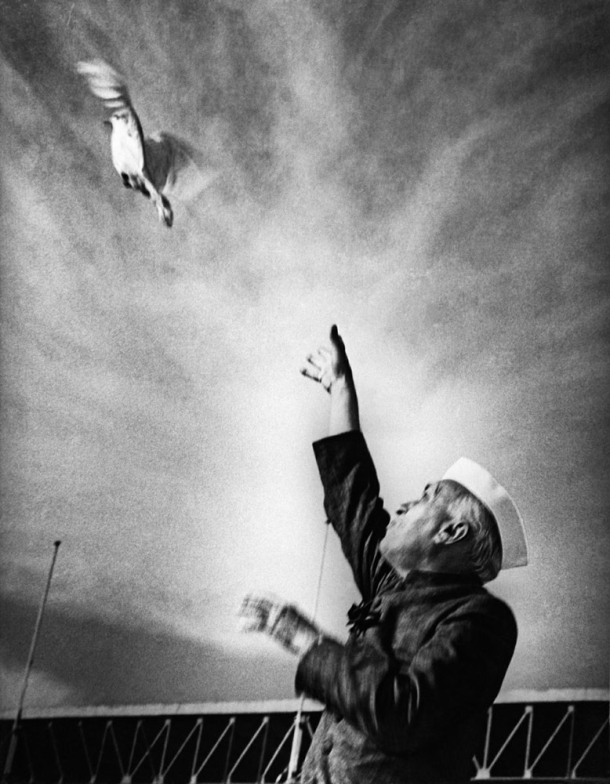
Nehru alliberant un colom en una funció pública al National Stadium de Nova Delhi (mitjan 50's)
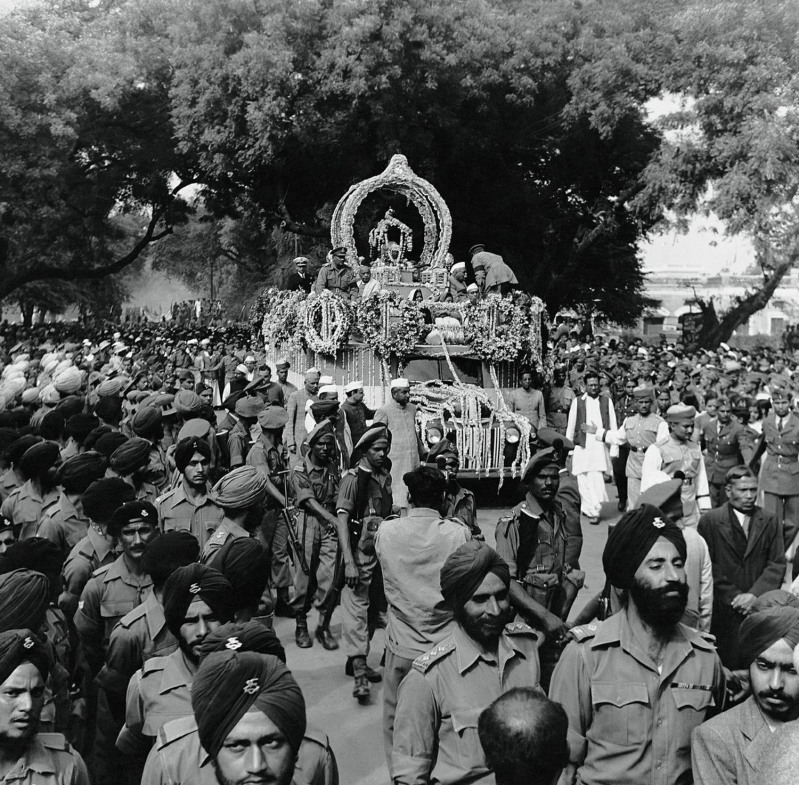
La processó durant el funeral de Mahatma Gandhi (febrer de 1948)
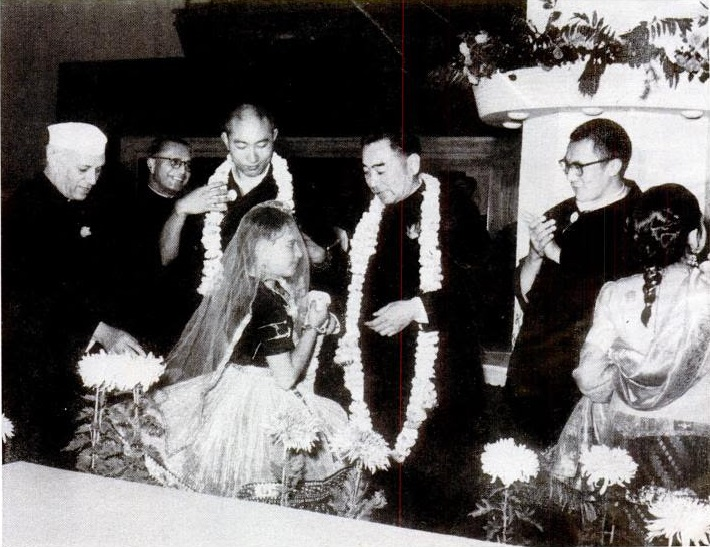
El Dalai Lama i Zhou Enlai (1956)